# Демчинский, Владимир Николаевич
Владимир Николаевич Демчинский (1875 — после 1917) — русский инженер-электрик.

## Биография
Родился в 1875 году в семье инженера Н. А. Демчинского.
После окончания в 1892 году Александровского кадетского корпуса поступил в Петербургский электротехнический институт. В 1894 году, в течение четырёх месяцев работал на машиностроительном заводе в Мюльгаузене; в 1895 году построил небольшую электрическую станцию на Невском проспекте (д. 65) и до весны 1896 года заведовал ею. Занимался реализацией проектов станций своего отца, только в последний год обучения оставил практические занятия и 1898 году окончил институт телеграфным техником 1-го разряда. В том же году начал отбывать воинскую повинность во флоте юнкером.
С весны 1901 по 1904 год состоял консультантом по электрическому освещению при Царскосельской линии Московско-Виндаво-Рыбинской железной дороги. Также, с сентября 1903 года состоял на службе в акционерном обществе «Сименс и Гальске», в отделе морских установок на судах русского военного флота.
В 1904 году, после защиты 22 февраля проекта электрического трамвая в Санкт-Петербурге и телефонного сообщения с Царским Селом, был удостоен звания инженер-электрика. Затем, в связи с начавшейся русско-японской войной, был призван во флот; служил мичманом во 18-м флотском экипаже. Находясь на броненосце «Князь Суворов», в 1905 году был ранен и взят в плен. После возвращения из плена был уволен со службы. Во время Первой мировой войны служил на Балтийском флоте и к октябрю 1917 года был старшим лейтенантом. дальнейшие сведения о нём отсутствуют.